# Język paafang
Język pááfang – zagrożony wymarciem język trukański należący do języków mikronezyjskich, używany przez mieszkańców Hall Islands: Nomwin, Fananu, Murilo i Ruo w archipelagu Karolinów w mikronezyjskim stanie Chuuk. Występują wpływy języka chuuk.